# Comuna Bohdanivka, Prîlukî
Bohdanivka (în ucraineană Богданівка) este o comună în raionul Prîlukî, regiunea Cernihiv, Ucraina, formată din satele Bohdanivka (reședința), Hlînșciîna, Topolea și Turkivka.

## Demografie
Componența lingvistică a comunei Bohdanivka
     Ucraineană (98,69%)
     Alte limbi (1,31%)
Conform recensământului din 2001, majoritatea populației comunei Bohdanivka era vorbitoare de ucraineană (98,69%), existând în minoritate și vorbitori de alte limbi.